# KV50
Situé dans la vallée des Rois, dans la nécropole thébaine sur la rive ouest du Nil face à Louxor en Égypte, KV 50 fait partie d'un groupe de trois tombes (avec KV51 et KV52) appelés tombeaux des animaux car on y a retrouvé des momies d'animaux.